# Tagoropsis rubrufa
Tagoropsis rubrufa is een vlinder uit de familie nachtpauwogen (Saturniidae). De wetenschappelijke naam van deze soort is voor het eerst geldig gepubliceerd in 1964 door Griveaud.
De soort komt voor in tropisch Afrika.